# Sailing the Seas of Cheese
Albums de Primus
Frizzle Fry
(1990) Pork Soda
(1993)
Sailing the Seas of Cheese est le deuxième album du groupe américain Primus, sorti le 14 mai 1991. Le groupe était alors composé de Les Claypool à la basse, Larry Lalonde à la guitare et Tim Alexander à la batterie.

## Commentaires
Cet album contient de nombreuses chansons où la basse joue un rôle prépondérant ; le toucher et la maestria de Les Claypool font mouche, et l'album a de ce fait un son particulier, « primusien » en quelque sorte. À la différence de son prédécesseur, il a une influence funk plus marquée ; de ce fait l'album est considéré comme le plus fun, le plus amusant des albums de Primus, de par ses chansons au tempo rapide. Mais c'est aussi l'un des albums les plus colériques du groupe, qui dénonce dans ses paroles le militarisme et l'armée (Sgt. Baker), la pauvreté aux États-Unis (American Life), le fait d'être un paria aux yeux de la société (Eleven), et l'usage de méthamphétamines parmi les ouvriers (Those Damned Blue-Collar Tweekers), bien que certains[Qui ?] pensent que la chanson parle en fait de l'administration Bush.

## Ventes
L'album a été certifié disque d'or fin 1991 ; les ventes ont depuis grimpé, ce qui en fait désormais un album certifié platine.

## Liste des morceaux
1. Sailing the Seas of Cheese (0:42)
2. Here Come the Bastards (2:55)
3. Sgt. Baker (4:16)
4. American Life (4:32)
5. Jerry was a Race Car Driver (3:10)
6. Eleven (4:19)
7. Is it Luck ? (3:28)
8. Grandad's Little Ditty (0:37)
9. Tommy the Cat (4:15)
10. Sathington Waltz (1:42)
11. Those Damned Blue Collar Tweekers (5:19)
12. Fish On (7:45)
13. Los Bastardos (2:38)